# Torneo Apertura 2025 de Segunda División de Honduras
 El Torneo Apertura 2025 de Segunda División de Honduras también llamado Liga de Ascenso Apostemos de Apertura 2025, es la edición número 79 de la máxima categoría de ascenso.

## Bases de Competencia
Fuente: Diez
La Liga Nacional de Ascenso está dividida en seis grupos: La Zona Insular (Grupo A y Grupo B) comprende los departamentos de Atlántida, Colón, Islas de la Bahía y Yoro. La Zona Occidental (Grupo D) comprende los departamentos de Copán, Santa Bárbara e Intibucá. La Zona Norte (Grupo C) comprende los departamentos de Cortés y Santa Bárbara y La Zona Centro Sur Oriente (Grupo E y Grupo F) comprende los departamentos de Olancho, Francisco Morazán, El Paraíso, Choluteca, La Paz y Valle.

### Fase final
La fase final se definirá por las siguientes etapas:
- Octavos de final
- Cuartos de final
- Semifinales
- Final

Dentro del marco de esta competencia, los 2 primeros equipos mejor ubicados en cada grupo, más 4 mejores terceros clasifican a instancias de Octavos de final. 
Cada uno de estos 16 equipos se enfrentarán en dos partidos (ida y vuelta) Cerrando en casa el mejor equipo ubicado en la tabla.
El que logre anotar el mayor número de goles obtendrá un cupo en los «cuartos de final». De existir empate en el número de puntos y de goles anotados, clasifica el mejor ubicado en la tabla general del torneo. 
Para la fase de cuartos de final se enfrentarán los 8 equipos ganadores de los octavos de final en 2 partidos (ida y vuelta). Cerrando en casa el mejor equipo ubicado en la tabla general.
El que logre anotar el mayor número de goles obtendrá un cupo en las «semifinales». De existir empate en el número de puntos y de goles anotados, clasifica el mejor ubicado en la tabla general del torneo. 
Para la fase de semifinales se enfrentaran los 4 equipos ganadores de los cuartos de final en 2 partidos (ida y vuelta). Cerrando en casa el mejor equipo ubicado en la tabla general. Pasa a la «final» el equipo que logre anotar el mayor número de goles. De persistir un empate en la diferencia de goles y número de puntos, se jugarán 2 tiempos extra de 15 minutos cada uno, y de seguir el empate se decidirá a través de una tanda de penales hasta que haya un ganador.
Disputarán el título de Campeón del Torneo de Apertura 2025 los dos clubes vencedores de la fase semifinal correspondiente. Cerrando en casa el mejor equipo ubicado en la tabla general del torneo. 
El campeón será el equipo que logre anotar el mayor número de goles. De persistir el empate en la diferencia de goles. Se jugarán 2 tiempos extra de 15 minutos cada uno. Y de persistir el empate se jugará una tanda de penales para definir al Campeón, quien tendrá asegurada la final para el ascenso en caso de no hacerlo el siguiente torneo.

## Equipos participantes
| Pos. | Descendido de la Liga Nacional 2024-25 |
| ---- | -------------------------------------- |
| 10.º | Real Sociedad                          |

| Pos. | Ascendido a la Liga Nacional 2025-26 |
| ---- | ------------------------------------ |
| 1.º  | C. D. Choloma                        |

| Pos.                    | Ascendidos desde la Liga Mayor |
| ----------------------- | ------------------------------ |
| 1.º Zona Norte          | Roma F.C.                      |
| 1.º Zona Occidental     | Cruz Azul Opoa                 |
| 1.° Zona Centro-Oriente | Marcala Junior                 |
| 1.° Zona Sur            | FAS                            |

| Pos. | Descendidos a la Liga Mayor |
| ---- | --------------------------- |
| 33.° | Real Juventud               |
| 34.° | Inter                       |
| 35.º | Atlético Sanjuaneño         |

- El Oro Verde F.C. de Santa Rita, Yoro, regresa su categoría prestada al Atlético Esperanzano de La Esperanza, Intibucá quien jugará con ese nombre por cuestiones legales.[2]
- El Policía Nacional F. C. de La Paz, La Paz se fusionó con el Génesis de Comayagua y pasará a jugar en la Liga Nacional, por lo tanto el C.D. Subirana de Gualala, Santa Bárbara tomará su categoría.[3]
- El Estrella F.C de José Santos Guardiola, Islas de la Bahía le compró la categoría al C.D. San Juan Gualjoco de Santa Bárbara, Santa Bárbara.[4]
- El Platense interpuso una demanda al TAS, en el año 2023 por irregularidades en el Torneo Clausura 2022 de la Liga Nacional con los equipos Honduras Progreso y Real Sociedad por inscripción tardía lo que conllevaba a la pérdida de puntos de ambos, el laudo a favor del Platense, fue ganado y la FFH dictaminó su regreso inmediato a la Liga Nacional[5]
- El Real Juventud de Santa Bárbara, Santa Bárbara tomará la categoría dejada por el Platense, pero jugará bajo el nombre de C.D. Real ya que el haber sido el descendido, no puede jugar con su antiguo nombre.[6]

Fuente:

#### Grupo A
| Equipo        | Ciudad                    | Estadio                       | Capacidad |
| ------------- | ------------------------- | ----------------------------- | --------- |
| Boca Juniors  | Tocoa, Colón              | Estadio Francisco Martínez    | 7,000     |
| Juventus      | Roatán, Islas de la Bahía | Estadio Rogelio Bustillo      | 1,000     |
| Social Sol    | Olanchito, Yoro           | Estadio San Jorge             | 7,000     |
| Sampdoria     | Sonaguera, Colón          | Estadio Juan de Dios Martínez | 2,000     |
| Real Sociedad | Tocoa, Colón              | Estadio Francisco Martínez    | 7,000     |
| Roma F.C.     | Sonaguera, Colón          | Estadio Juan de Dios Martínez | 2,000     |

#### Grupo B
| Equipo            | Ciudad                                   | Estadio                     | Capacidad |
| ----------------- | ---------------------------------------- | --------------------------- | --------- |
| Honduras Progreso | El Progreso, Yoro                        | Estadio Humberto Micheletti | 5,500     |
| Atlético Junior   | El Negrito, Yoro                         | Estadio Gonzalo Maldonado   | 1,000     |
| Tela F.C.         | Tela, Atlántida                          | Estadio Alfredo León Gómez  | 5,000     |
| F.C. Santa Rosa   | La Masica, Atlántida                     | Estadio Rogelio Ortega      | 5,000     |
| Vida              | La Ceiba, Atlántida                      | Estadio Ceibeño             | 18,000    |
| Estrella F.C.     | José Santos Guardiola, Islas de la Bahía | Estadio Carlos Calderón     | 2,500     |

#### Grupo C
| Equipo        | Ciudad                       | Estadio                        | Capacidad |
| ------------- | ---------------------------- | ------------------------------ | --------- |
| Parrillas One | La Lima, Cortés              | Estadio Luis Girón             | 7,000     |
| Leones HT6    | Villanueva, Cortés           | Estadio José Adrián Cruz       | 2,000     |
| Brasilia F.C. | Río Lindo, Cortés            | Estadio Filiberto Fernández    | 1,500     |
| Pumas F.C.    | Las Vegas, Santa Bárbara     | Estadio Municipal de Las Vegas | 1,000     |
| Subirana      | Gualala, Santa Bárbara       | Estadio Santos Adán Sabillón   | 5,500     |
| C.D. Real     | Santa Bárbara, Santa Bárbara | Estadio Argelio Sabillón       | 5,500     |

#### Grupo D
| Equipo              | Ciudad                     | Estadio                  | Capacidad |
| ------------------- | -------------------------- | ------------------------ | --------- |
| San Juan Huracán    | Quimistán, Santa Bárbara   | Estadio Domingo Ortega   | 2,000     |
| Olimpia Occidental  | La Entrada, Copán          | Estadio Las Alsacias     | 2,000     |
| Santo Domingo Savio | Santa Rosa de Copán, Copán | Estadio Sergio Reyes     | 4,000     |
| Cuervos             | San Luis, Santa Bárbara    | Estadio Fausto Rodríguez | 5,000     |
| Oro Verde F.C.      | La Esperanza, Intibucá     | Estadio Romualdo Bueso   | 3,000     |
| Cruz Azul Opoa      | San Juan de Opoa, Copán    | Estadio Copán Galel      | 1,500     |

#### Grupo E
| Equipo                 | Ciudad                         | Estadio                        | Capacidad |
| ---------------------- | ------------------------------ | ------------------------------ | --------- |
| Atlético Independiente | Siguatepeque, Comayagua        | Estadio Roberto Martínez Ávila | 7,000     |
| Real Tegus             | Tegucigalpa, Francisco Morazán | Estadio UPNFM                  | 2,000     |
| AFFI Academia          | Choluteca, Choluteca           | Estadio Emilio Williams Agasse | 8,000     |
| CD Pirata              | Nacaome, Valle                 | Estadio José Elías Nazar       | 5,000     |
| FAS                    | San Lorenzo, Valle             | Estadio Ángel Augusto Martínez | 4,000     |
| Marcala Junior         | Marcala, La Paz                | Centro Deportivo Camerún       | 1,500     |

#### Grupo F
| Equipo            | Ciudad                         | Estadio                         | Capacidad |
| ----------------- | ------------------------------ | ------------------------------- | --------- |
| Hondupino         | Trojes, El Paraíso             | Estadio Raúl Moncada            | 2,000     |
| Estrella Roja     | Danlí, El Paraíso              | Estadio Marcelo Tinoco          | 5,000     |
| Gimnástico        | Tegucigalpa, Francisco Morazán | Estadio Emilio Larach           | 3,000     |
| Arsenal SAO       | Cantarranas, Francisco Morazán | Estadio Francisco Gaitán Agüero | 1,000     |
| San Rafael        | El Pedernal, Francisco Morazán | Estadio Maturave El Pedernal    | 1,000     |
| Meluca Campamento | Campamento, Olancho            | Estadio Cornelio Santos         | 2,000     |

## Grupo A

### Tabla General
| Pos. | Equipo        | Pts. | PJ | G | E | P | GF | GC | Dif. | Clasificación    |
| ---- | ------------- | ---- | -- | - | - | - | -- | -- | ---- | ---------------- |
| 1    | Roma F.C.     | 6    | 2  | 2 | 0 | 0 | 4  | 2  | +2   | Octavos de final |
| 2    | Juventus      | 4    | 2  | 1 | 1 | 0 | 1  | 0  | +1   | Octavos de final |
| 3    | Boca Juniors  | 3    | 2  | 1 | 0 | 1 | 4  | 3  | +1   |                  |
| 4    | Real Sociedad | 3    | 2  | 1 | 0 | 1 | 2  | 2  | 0    |                  |
| 5    | Social Sol    | 1    | 2  | 0 | 1 | 1 | 2  | 3  | −1   |                  |
| 6    | Sampdoria     | 0    | 2  | 0 | 0 | 2 | 1  | 4  | −3   | Ultimo Lugar     |

Actualizado a los partidos jugados el 17 de agosto de 2025.
 Fuente: agendadeportivahn

### Resultados
| Jornada 1Diez     | Jornada 1Diez | Jornada 1Diez | Jornada 1Diez         | Jornada 1Diez | Jornada 1Diez |
| Local             | Resultado     | Visitante     | Estadio               | Fecha         | Hora          |
| ----------------- | ------------- | ------------- | --------------------- | ------------- | ------------- |
| Social Sol        | 2 - 3         | Roma F.C.     | San Jorge             | 9 de agosto   | 19:00         |
| Real Sociedad     | 2 - 1         | Boca Juniors  | Francisco Martínez    | 10 de agosto  | 15:00         |
| Sampdoria         | 0 - 1         | Juventus      | Juan de Dios Martínez | 10 de agosto  | 15:00         |
| Total de goles: 9 |               |               |                       |               |               |

| Jornada 2         | Jornada 2 | Jornada 2     | Jornada 2             | Jornada 2    | Jornada 2 |
| Local             | Resultado | Visitante     | Estadio               | Fecha        | Hora      |
| ----------------- | --------- | ------------- | --------------------- | ------------ | --------- |
| Boca Juniors      | 3 - 1     | Sampdoria     | BANADESA              | 16 de agosto | 19:00     |
| Roma F.C.         | 1 - 0     | Real Sociedad | Juan de Dios Martínez | 17 de agosto | 15:00     |
| Juventus          | 0 - 0     | Social Sol    | Rogelio Bustillo      | 17 de agosto | 15:30     |
| Total de goles: 5 |           |               |                       |              |           |

| Jornada 3       | Jornada 3 | Jornada 3    | Jornada 3             | Jornada 3    | Jornada 3 |
| Local           | Resultado | Visitante    | Estadio               | Fecha        | Hora      |
| --------------- | --------- | ------------ | --------------------- | ------------ | --------- |
| Social Sol      | -         | Boca Juniors | San Jorge             | 23 de agosto | 19:00     |
| Real Sociedad   | -         | Sampdoria    | Francisco Martínez    | 24 de agosto | 15:00     |
| Roma F.C.       | -         | Juventus     | Juan de Dios Martínez | 24 de agosto | 15:00     |
| Total de goles: |           |              |                       |              |           |

## Grupo B

### Tabla General
| Pos. | Equipo            | Pts. | PJ | G | E | P | GF | GC | Dif. | Clasificación    |
| ---- | ----------------- | ---- | -- | - | - | - | -- | -- | ---- | ---------------- |
| 1    | Vida              | 6    | 2  | 2 | 0 | 0 | 6  | 0  | +6   | Octavos de final |
| 2    | F.C. Santa Rosa   | 4    | 2  | 1 | 1 | 0 | 1  | 0  | +1   | Octavos de final |
| 3    | Honduras Progreso | 3    | 2  | 1 | 0 | 1 | 2  | 1  | +1   |                  |
| 4    | Estrella F.C.     | 3    | 2  | 1 | 0 | 1 | 3  | 6  | −3   |                  |
| 5    | Tela F.C.         | 1    | 2  | 0 | 1 | 1 | 0  | 1  | −1   |                  |
| 6    | Atlético Junior   | 0    | 2  | 0 | 0 | 2 | 1  | 5  | −4   | Ultimo Lugar     |

Actualizado a los partidos jugados el 16 de agosto de 2025.
 Fuente: agendadeportivahn

### Resultados
| Jornada 1Diez     | Jornada 1Diez | Jornada 1Diez     | Jornada 1Diez     | Jornada 1Diez | Jornada 1Diez |
| Local             | Resultado     | Visitante         | Estadio           | Fecha         | Hora          |
| ----------------- | ------------- | ----------------- | ----------------- | ------------- | ------------- |
| Atlético Junior   | 0 - 2         | Honduras Progreso | Gonzalo Maldonado | 9 de agosto   | 15:00         |
| Vida              | 5 - 0         | Estrella F.C.     | Ceibeño           | 9 de agosto   | 19:00         |
| F.C. Santa Rosa   | 0 - 0         | Tela F.C.         | Rogelio Ortega    | 10 de agosto  | 15:00         |
| Total de goles: 7 |               |                   |                   |               |               |

| Jornada 2         | Jornada 2 | Jornada 2       | Jornada 2          | Jornada 2    | Jornada 2 |
| Local             | Resultado | Visitante       | Estadio            | Fecha        | Hora      |
| ----------------- | --------- | --------------- | ------------------ | ------------ | --------- |
| Tela F.C.         | 0 - 1     | Vida            | Alfredo León Gómez | 16 de agosto | 15:30     |
| Estrella F.C.     | 3 - 1     | Atlético Junior | Carlos Calderón    | 16 de agosto | 15:30     |
| Honduras Progreso | 0 - 1     | F.C. Santa Rosa | Leonel Espinoza    | 16 de agosto | 19:00     |
| Total de goles: 6 |           |                 |                    |              |           |

| Jornada 3       | Jornada 3 | Jornada 3         | Jornada 3          | Jornada 3    | Jornada 3 |
| Local           | Resultado | Visitante         | Estadio            | Fecha        | Hora      |
| --------------- | --------- | ----------------- | ------------------ | ------------ | --------- |
| Tela F.C.       | -         | Honduras Progreso | Alfredo León Gómez | 23 de agosto | 15:30     |
| Vida            | -         | Atlético Junior   | Ceibeño            | 23 de agosto | 19:00     |
| F.C. Santa Rosa | -         | Estrella F.C.     | Rogelio Ortega     | 24 de agosto | 15:00     |
| Total de goles: |           |                   |                    |              |           |

## Grupo C

### Tabla General
| Pos. | Equipo        | Pts. | PJ | G | E | P | GF | GC | Dif. | Clasificación    |
| ---- | ------------- | ---- | -- | - | - | - | -- | -- | ---- | ---------------- |
| 1    | Leones HT6    | 6    | 2  | 2 | 0 | 0 | 2  | 0  | +2   | Octavos de final |
| 2    | Pumas F.C.    | 4    | 2  | 1 | 1 | 0 | 4  | 1  | +3   | Octavos de final |
| 3    | Subirana      | 4    | 2  | 1 | 1 | 0 | 3  | 1  | +2   |                  |
| 4    | Brasilia      | 3    | 2  | 1 | 0 | 1 | 2  | 1  | +1   |                  |
| 5    | Parrillas One | 0    | 2  | 0 | 0 | 2 | 0  | 3  | −3   |                  |
| 6    | C.D. Real     | 0    | 2  | 0 | 0 | 2 | 0  | 5  | −5   | Ultimo Lugar     |

Actualizado a los partidos jugados el 17 de agosto de 2025.
 Fuente: agendadeportivahn

### Resultados
| Jornada 1Diez     | Jornada 1Diez | Jornada 1Diez | Jornada 1Diez            | Jornada 1Diez | Jornada 1Diez |
| Local             | Resultado     | Visitante     | Estadio                  | Fecha         | Hora          |
| ----------------- | ------------- | ------------- | ------------------------ | ------------- | ------------- |
| Leones HT6        | 1 - 0         | Brasilia      | Francisco Morazán        | 8 de agosto   | 19:00         |
| Subirana          | 2 - 0         | Parrillas One | Santos Adán Sabillón     | 9 de agosto   | 15:00         |
| C.D. Real         | 0 - 3         | Pumas F.C.    | Municipal de San Nicolás | 13 de agosto  | 16:00         |
| Total de goles: 3 |               |               |                          |               |               |

| Jornada 2         | Jornada 2 | Jornada 2  | Jornada 2              | Jornada 2    | Jornada 2 |
| Local             | Resultado | Visitante  | Estadio                | Fecha        | Hora      |
| ----------------- | --------- | ---------- | ---------------------- | ------------ | --------- |
| Pumas F.C.        | 1 - 1     | Subirana   | Municipal de Las Vegas | 16 de agosto | 15:00     |
| Brasilia          | 2 - 0     | C.D. Real  | Filiberto Fernández    | 16 de agosto | 15:30     |
| Parrillas One     | 0 - 1     | Leones HT6 | Luis Girón             | 17 de agosto | 15:30     |
| Total de goles: 5 |           |            |                        |              |           |

| Jornada 3       | Jornada 3 | Jornada 3     | Jornada 3                | Jornada 3    | Jornada 3 |
| Local           | Resultado | Visitante     | Estadio                  | Fecha        | Hora      |
| --------------- | --------- | ------------- | ------------------------ | ------------ | --------- |
| C.D. Real       | -         | Subirana      | Municipal de San Nicolás | 22 de agosto | 19:30     |
| Brasilia        | -         | Parrillas One | Filiberto Fernández      | 23 de agosto | 15:00     |
| Leones HT6      | -         | Pumas F.C.    | Francisco Morazán        | 23 de agosto | 15:30     |
| Total de goles: |           |               |                          |              |           |

## Grupo D

### Tabla General
| Pos. | Equipo              | Pts. | PJ | G | E | P | GF | GC | Dif. | Clasificación    |
| ---- | ------------------- | ---- | -- | - | - | - | -- | -- | ---- | ---------------- |
| 1    | Cuervos             | 6    | 2  | 2 | 0 | 0 | 4  | 2  | +2   | Octavos de final |
| 2    | Santo Domingo Savio | 6    | 2  | 2 | 0 | 0 | 2  | 0  | +2   | Octavos de final |
| 3    | Olimpia Occidental  | 4    | 2  | 1 | 1 | 0 | 3  | 2  | +1   |                  |
| 4    | San Juan Huracán    | 1    | 2  | 0 | 1 | 1 | 3  | 4  | −1   |                  |
| 5    | Oro Verde F.C.      | 0    | 2  | 0 | 0 | 2 | 1  | 3  | −2   |                  |
| 6    | Cruz Azul Opoa      | 0    | 2  | 0 | 0 | 2 | 0  | 2  | −2   | Ultimo Lugar     |

Actualizado a los partidos jugados el 17 de agosto de 2025.
 Fuente: agendadeportivahn

### Resultados
| Jornada 1Diez       | Jornada 1Diez | Jornada 1Diez    | Jornada 1Diez    | Jornada 1Diez | Jornada 1Diez |
| Local               | Resultado     | Visitante        | Estadio          | Fecha         | Hora          |
| ------------------- | ------------- | ---------------- | ---------------- | ------------- | ------------- |
| Olimpia Occidental  | 1 - 0         | Cruz Azul Opoa   | Las Alsacias     | 9 de agosto   | 16:00         |
| Cuervos             | 2 - 1         | San Juan Huracán | Fausto Rodríguez | 9 de agosto   | 16:30         |
| Santo Domingo Savio | 1 - 0         | Oro Verde F.C.   | Copán Galel      | 13 de agosto  | 17:00         |
| Total de goles: 5   |               |                  |                  |               |               |

| Jornada 2         | Jornada 2 | Jornada 2           | Jornada 2            | Jornada 2    | Jornada 2 |
| Local             | Resultado | Visitante           | Estadio              | Fecha        | Hora      |
| ----------------- | --------- | ------------------- | -------------------- | ------------ | --------- |
| San Juan Huracán  | 2 - 2     | Olimpia Occidental  | Domingo Ortega       | 16 de agosto | 19:00     |
| Cruz Azul Opoa    | 0 - 1     | Santo Domingo Savio | Municipal de Lepaera | 17 de agosto | 15:00     |
| Oro Verde F.C.    | 1 - 2     | Cuervos             | Romualdo Bueso       | 17 de agosto | 15:30     |
| Total de goles: 8 |           |                     |                      |              |           |

| Jornada 3          | Jornada 3 | Jornada 3           | Jornada 3        | Jornada 3    | Jornada 3 |
| Local              | Resultado | Visitante           | Estadio          | Fecha        | Hora      |
| ------------------ | --------- | ------------------- | ---------------- | ------------ | --------- |
| Cuervos            | -         | Cruz Azul Opoa      | Fausto Rodríguez | 23 de agosto | 16:30     |
| San Juan Huracán   | -         | Oro Verde F.C.      | Domingo Ortega   | 23 de agosto | 19:00     |
| Olimpia Occidental | -         | Santo Domingo Savio | Las Alsacias     | 24 de agosto | 14:00     |
| Total de goles:    |           |                     |                  |              |           |

## Grupo E

### Tabla General
| Pos. | Equipo                 | Pts. | PJ | G | E | P | GF | GC | Dif. | Clasificación    |
| ---- | ---------------------- | ---- | -- | - | - | - | -- | -- | ---- | ---------------- |
| 1    | C.D. Pirata            | 6    | 2  | 2 | 0 | 0 | 5  | 1  | +4   | Octavos de final |
| 2    | Atlético Independiente | 4    | 2  | 1 | 1 | 0 | 6  | 0  | +6   | Octavos de final |
| 3    | Real Tegus             | 2    | 2  | 0 | 2 | 0 | 2  | 2  | 0    |                  |
| 4    | AFFI Academia          | 1    | 2  | 0 | 1 | 1 | 1  | 2  | −1   |                  |
| 5    | FAS                    | 1    | 2  | 0 | 1 | 1 | 1  | 4  | −3   |                  |
| 6    | Marcala Junior         | 1    | 2  | 0 | 1 | 1 | 1  | 7  | −6   | Ultimo Lugar     |

Actualizado a los partidos jugados el 17 de agosto de 2025.
 Fuente: agendadeportivahn

### Resultados
| Jornada 1Diez     | Jornada 1Diez | Jornada 1Diez          | Jornada 1Diez            | Jornada 1Diez | Jornada 1Diez |
| Local             | Resultado     | Visitante              | Estadio                  | Fecha         | Hora          |
| ----------------- | ------------- | ---------------------- | ------------------------ | ------------- | ------------- |
| Marcala Junior    | 1 - 1         | Real Tegus             | Centro Deportivo Camerún | 9 de agosto   | 16:00         |
| FAS               | 0 - 3         | Pirata                 | Ángel Augusto Martínez   | 9 de agosto   | 16:00         |
| AFFI Academia     | 0 - 0         | Atlético Independiente | Emilio Williams          | 10 de agosto  | 15:00         |
| Total de goles: 5 |               |                        |                          |               |               |

| Jornada 2              | Jornada 2 | Jornada 2      | Jornada 2        | Jornada 2    | Jornada 2 |
| Local                  | Resultado | Visitante      | Estadio          | Fecha        | Hora      |
| ---------------------- | --------- | -------------- | ---------------- | ------------ | --------- |
| Real Tegus             | 1 - 1     | FAS            | UPNFM            | 16 de agosto | 19:00     |
| Atlético Independiente | 6 - 0     | Marcala Junior | Carlos Miranda   | 17 de agosto | 15:30     |
| Pirata                 | 2 - 1     | AFFI Academia  | José Elías Nazar | 17 de agosto | 16:30     |
| Total de goles: 11     |           |                |                  |              |           |

| Jornada 3              | Jornada 3 | Jornada 3  | Jornada 3                | Jornada 3    | Jornada 3 |
| Local                  | Resultado | Visitante  | Estadio                  | Fecha        | Hora      |
| ---------------------- | --------- | ---------- | ------------------------ | ------------ | --------- |
| Marcala Junior         | -         | FAS        | Centro Deportivo Camerún | 23 de agosto | 16:00     |
| Atlético Independiente | -         | Pirata     | Carlos Miranda           | 23 de agosto | 19:00     |
| AFFI Academia          | -         | Real Tegus | Emilio Williams          | 24 de agosto | 14:00     |
| Total de goles:        |           |            |                          |              |           |

## Grupo F

### Tabla General
| Pos. | Equipo            | Pts. | PJ | G | E | P | GF | GC | Dif. | Clasificación    |
| ---- | ----------------- | ---- | -- | - | - | - | -- | -- | ---- | ---------------- |
| 1    | Hondupino         | 4    | 2  | 1 | 1 | 0 | 5  | 4  | +1   | Octavos de final |
| 2    | Arsenal SAO       | 4    | 2  | 1 | 1 | 0 | 1  | 0  | +1   | Octavos de final |
| 3    | Estrella Roja     | 3    | 2  | 1 | 0 | 1 | 3  | 1  | +2   |                  |
| 4    | San Rafael        | 2    | 2  | 0 | 2 | 0 | 4  | 4  | 0    |                  |
| 5    | Meluca Campamento | 1    | 2  | 0 | 1 | 1 | 2  | 3  | −1   |                  |
| 6    | Gimnástico        | 1    | 2  | 0 | 1 | 1 | 2  | 5  | −3   | Ultimo Lugar     |

Actualizado a los partidos jugados el 17 de agosto de 2025.
 Fuente: agendadeportivahn

### Resultados
| Jornada 1Diez      | Jornada 1Diez | Jornada 1Diez     | Jornada 1Diez           | Jornada 1Diez | Jornada 1Diez |
| Local              | Resultado     | Visitante         | Estadio                 | Fecha         | Hora          |
| ------------------ | ------------- | ----------------- | ----------------------- | ------------- | ------------- |
| Gimnástico         | 2 - 2         | San Rafael        | Emilio Larach           | 8 de agosto   | 20:00         |
| Hondupino          | 3 - 2         | Meluca Campamento | Raúl Moncada            | 10 de agosto  | 14:00         |
| Arsenal SAO        | 1 - 0         | Estrella Roja     | Francisco Gaytán Agüero | 10 de agosto  | 15:00         |
| Total de goles: 10 |               |                   |                         |               |               |

| Jornada 2         | Jornada 2 | Jornada 2   | Jornada 2       | Jornada 2    | Jornada 2 |
| Local             | Resultado | Visitante   | Estadio         | Fecha        | Hora      |
| ----------------- | --------- | ----------- | --------------- | ------------ | --------- |
| Estrella Roja     | 3 - 0     | Gimnástico  | Marcelo Tinoco  | 15 de agosto | 19:00     |
| San Rafael        | 2 - 2     | Hondupino   | Maturave        | 16 de agosto | 14:30     |
| Meluca Campamento | 0 - 0     | Arsenal SAO | Cornelio Santos | 17 de agosto | 15:00     |
| Total de goles: 7 |           |             |                 |              |           |

| Jornada 3       | Jornada 3 | Jornada 3         | Jornada 3     | Jornada 3    | Jornada 3 |
| Local           | Resultado | Visitante         | Estadio       | Fecha        | Hora      |
| --------------- | --------- | ----------------- | ------------- | ------------ | --------- |
| Gimnástico      | -         | Meluca Campamento | Emilio Larach | 22 de agosto | 19:30     |
| San Rafael      | -         | Estrella Roja     | Maturave      | 23 de agosto | 15:00     |
| Hondupino       | -         | Arsenal SAO       | Raúl Moncada  | 24 de agosto | 14:00     |
| Total de goles: |           |                   |               |              |           |